# Distretto di Zoločiv (oblast' di Charkiv)
Il distretto di Zoločiv (in ucraino Золочівський район?) era un distretto (rajon) dell'Ucraina, situato nell'oblast' di Charkiv. Il suo capoluogo era Zoločiv. È stato soppresso con la riforma amministrativa del 2020.